# Ulf Westerberg
Ulf Lennart Westerberg, född 1 december 1941 i Danderyd, är en svensk fackföreningsman och socialdemokratisk politiker och ämbetsman. Han var statssekreterare i Arbetsmarknadsdepartementet 1986–1990 och därefter chef för Arbetslivsfonden. Statssekreterare i Socialdepartementet. Westerberg var generaldirektör för Rättsmedicinalverket 1999–2006. Han är gift med Ann-Britt Rosdahl.